# 데메트리오스 1세 폴리오르케테스
데메트리오스 1세 폴리오르케테스(그리스어: Δημήτριος Πολιορκητής, 기원전 337년~283년)는 안티고노스 1세 모노프탈모스와 스트라토니케의 아들로 마케도니아의 왕(제위:기원전 294년~288년)이었다. 데메트리오스 1세는 안티고노스 왕조 혈통이다.

## 생애
데메트리오스 1세가 22세였을 때, 그의 아버지는 라고스의 아들 프톨레마이오스 1세에 대항하여 시리아를 방어하는 과업을 맡겼다. 그는 가자 전투에서 완전히 패하였지만, 곧 뮈우스 인근에서 승리하여 패배를 일부 만회하였다. 기원전 310년 봄, 데메트리오스는 바빌론에서 온 셀레우코스 1세 니카토르를 몰아내려다가 대패하였으며, 가을에는 데메트리오스의 아버지도 패배하였다. 바빌로니아 전쟁에서 패하면서 안티고노스는 자신의 제국 영토 가운데 거의 2/3를 잃었으며, 모든 동부 태수령이 셀레우코스의 손으로 넘어갔다.
데메트리오스는 킬리키아와 퀴프로스 해안에서 프톨레마이오스와 수차례 교전을 벌였으며, 이후 군함 250척의 함대를 이끌고 아테나이로 항해하였다. 그는 카산드로스와 프톨레마이오스가 장악했던 이 도시를 해방하였으며, 당시 이곳에서 주둔하던 팔레론의 데메트리오스 휘하의 수비대를 몰아내고, 무니키아를 포위하여 함락하였다. (기원전 307년) 이렇게 승리를 거두어 데메트리오스 1세는 아테나이 사람들에게 수호신으로 숭배되고 '소테르'(σωτήρ, "구원자")라는 칭호를 얻었다.
기원전 306년에 데메트리오스는 프톨레마이오스와 전쟁을 치르는 가운데, 살라미스 해전에서 프톨레마이오스의 형제인 메넬라오스를 무찔러 이집트의 해군력을 완전히 파괴하였다. 기원전 305년, 이제 부왕을 승계하여 왕위에 오른 데메트리오스는 자신의 대의를 저버렸다며 로도스를 정벌하고자 하였다. 새로운 공성 무기를 고안해내는 재능이 있던 그는 로도스의 도읍을 공격하다 실패하였으나 이 일로 '폴리오르케테스'란 칭호를 얻었다. 그가 만든 발명품 가운데는 작동하기 위해 1,000명이 필요한 높이 55m의 공성 망치와 높이 38m, 폭 18m, 무게 360,000 파운드에 달하는 공성 탑 "헬레폴리스"("도시 함락자")가 있었다.
기원전 302년에 해방자로써 두 번째로 그리스를 방문하여 코린토스 동맹을 복구하였다. 그러나 데메트리오스의 방탕함과 사치 때문에 아테나이 사람들은 카산드로스의 지배를 그리워하게 되어버렸다. 그가 범한 악행 가운데 미남 데모클레스라는 젊은 소년에게 구애한 사건이 있었다. 이 젊은이는 왕의 애정을 계속 거부하였으나, 어느 날 목욕탕에 갇히게 되었다. 빠져나갈 수도, 왕에게 저항할 수도 없었던 그는 뜨거운 물이 끓은 솥에 뚜껑을 열고 뛰어들고 말았다. 데모클레스의 죽음은 소년 자신과 조국 아테나이의 명예를 표상하는 것으로 여겨졌다. 또 한 번은 데메트리오스가 어느 시민의 벌금 50 탈란톤을 면제하는 대신 그의 아들 클레아이네토스가 몸을 바치도록 요구하기도 하였다. 또 데메트리오스는 그리스인 고급 창부 라미아의 관심을 얻으려 하였다. 라미아는 250 탈란톤을 요구하였는데, 왕은 이 돈을 모으기 위해 비누에 세금을 매겼다.
데메트리오스 역시 알렉산드로스 대왕의 후계자들의 견제를 받았는데, 셀레우코스와 카산드로스, 뤼시마코스는 데메트리오스와 부왕을 멸망시키기 위해 동맹을 맺었다. 기원전 301년에 프뤼기아의 입소스에서 두 군대가 전투를 벌였다. 안티고노스는 전사하였으며, 데메트리오스는 심한 손실을 입고 에페소스로 후퇴하였다. 전황이 뒤집히면서 그의 여러 적들이 들끓었는데, 아테나이 사람들은 심지어 데메트리오스가 자신들의 도성에 진입하는 것도 거부하였다. 그러나 얼마 안되어 뤼시마코스의 영토를 유린하였으며, 셀레우코스와 화의를 맺어 셀레우코스의 딸 스트라토니케와 혼인하였다. 이때 아테나이는 기원전 296년에 아테나이에서 집권한 민중 지도자 라카레스의 압제에 시달리고 있었는데, 데메트리오스는 오랜 포위 끝에 도시를 함락하였으며,(기원전 294년) 301년에 아테나이 사람들의 저지른 잘못을 용서하였다.
같은 해에 그는 카산드로스의 아들인 알렉산드로스 5세를 살해하고 마케도니아의 왕위에 올랐다. 기원전 291년, 그는 퓌로스의 전 부인이었던 라낫사와 혼인하였다. 그러나 퓌로스는 데메트리오스가 새로이 얻은 마케도니아 왕위를 계속 위협하였는데, 데메트리오스가 잠시 자리를 비운 틈을 타 왕국에서 무방비 영토를 약탈하였으며, 마침내 퓌로스와 프톨레마이오스, 뤼시마코스의 연합군이 데메트리오스를 싫어하던 백성들의 도움을 얻어 기원전 288년 마케도니아에서 그를 쫓아내었다.
데메트리오스는 아시아로 가서 뤼시마코스의 영토 일부 지역을 공격하여 여러 차례 승리하였다. 그러나 기아와 전염병으로 데메트리오스는 군대 상당수를 잃었으며, 셀레우코스에게 도움을 요청하였다. 그러나 시리아에 당도하기 전에 전투가 벌어졌으며, 그는 자신의 군대에게 완전히 버려져 셀레우코스에게 넘겨졌다. 
데메트리오스 1세의 아들 안티고노스는 아버지의 석방을 위해 자신의 모든 재산과 부하들까지 바쳤다. 그러나 모든 것이 허사였으며, 데메트리오스는 3년 동안 투옥된 끝에 세상을 더났다. (기원전 283년) 그의 시신은 안티고노스에 넘겨졌으며, 코린토스에서 성대한 장례를 치렀다.
데메트리오스의 후손들은 기원전 168년에 로마가 페르세우스를 무찌르고 마케도니아 왕국을 정복할 때까지 마케도니아의 왕위를 이었다.
| 전임 안티고노스 1세 모노프탈모스 | 안티고노스 왕조 | 후임 안티고노스 2세 고나타스 |

| 전임 안티파트로스 2세 | 마케도니아의 바실레우스 기원전 294년 - 기원전 288년 | 후임 뤼시마코스 에페이로스의 퓌로스 |

## 같이 보기
- 사모트라케의 니케

## 참고 문헌
- 브리태니커 백과사전 제11판